# آشوت واهرامیان
آشوت تیگرانی واهرامیان (ارمنی: Աշոտ Տիգրանի Վահրամյան؛  زادهٔ ۲۳ مارس ۱۹۰۸ - درگذشته ۸ اکتبر ۱۹۷۳) شیمی‌دان اهل ارمنستان بود.

## زندگی‌نامه
وی در در کاقیزمان به دنیا آمد و از دانشگاه دولتی ایروان (۱۹۳۱) فارغ‌التحصیل گشت. همچنین برندهٔ جوایزی همچون نشان پرچم سرخ کار شده است. وی در ۸ اکتبر ۱۹۷۳ در سن ۶۵ سالگی درگذشت.

## یادداشت
1. ↑  տեխնիկական գիտությունների դոկտոր